# Telnet
Telnet (TELetype NETwork) is een netwerkprotocol dat het mogelijk maakt op afstand in te loggen op een machine en die via een opdrachtregel te besturen. De computer waarop de Telnetclient uitgevoerd wordt fungeert dan als terminal van de server.
Telnet is officieel gespecificeerd in IETF-document STD 8 (RFC 854 en RFC 855), en gebruikt gewoonlijk TCP/IP-poort 23. Het Request for Comments voor Telnet werd op 3 april 1972 ingediend door Jon Postel.
De meest gebruikte Telnetclient heet gewoon telnet en is sinds begin van de jaren 80 beschikbaar op Unix. Dit programma kan verbinding maken met andere TCP-poorten dan 23, en kan dus gebruikt worden als "handmatige" client voor andere netwerkprotocollen; de gebruiker moet dan zelf de commando's van het betreffende protocol invoeren en de respons interpreteren; telnet wordt dan in zijn minimale vorm gebruikt omdat de telnet option negotiation niet zal worden gestart door de service waarmee contact gemaakt wordt (dit is immers geen Telnetserver). Het is ook mogelijk telnet in scripts te gebruiken.
Het gebruikmaken van Telnet (het protocol of het programma) wordt ook wel "telnetten" genoemd.
Telnet was een van de twee eerste applicatieprotocollen op het ARPANET (het andere was FTP). Omdat Telnet niet beveiligd is (alle gegevens, meestal inclusief wachtwoorden, worden in leesbare vorm over het netwerk verstuurd) wordt het steeds minder gebruikt, en stappen steeds meer gebruikers over op het versleutelde alternatief SSH. De versleutelde variant van Telnet, SSL-Telnet, is nooit echt aangeslagen.
Telnet wordt nog steeds voor serieuze doeleinden gebruikt, met name voor het opzetten, testen en herzien van verbindingen die onder andere protocollen draaien. Ook zijn er nog wel servers die via Telnet bereikbaar zijn. Een voorbeeld daarvan is de New York Public Library, de bibliotheek van New York. Die is te bereiken op telnet://nyplgate.nypl.org. Verder maken hobbyisten nog gebruik van Telnet om een BBS te draaien en draaien veel MUD's en MUCK's op een Telnetserver. Ook veel kleinere netwerkapparaten zoals printers en routers zijn vaak via een Telnetsessie in te stellen. Ook zijn er hele films omgezet naar ASCII om zo via Telnet bekeken te worden. Sommige VoIP telefooncentrales maken nog gebruik van Telnet om dect-telefoons bij het systeem aan te melden.